# تپه چغا مله هار
تپه چغا مله هار مربوط به دوره ساسانیان - صدر اسلام است و در شهرستان اسلام‌آباد غرب، بخش حمیل، دهستان هرسم، ۱/۴ کیلومتری شرق روستای مله هار واقع شده و این اثر در تاریخ ۱۴ اسفند ۱۳۸۵ با شمارهٔ ثبت ۱۷۸۱۷ به‌عنوان یکی از آثار ملی ایران به ثبت رسیده است.